# Glenn Bak
Glenn Bak (* 7. Juni 1981 in Ølstykke Kommune) ist ein ehemaliger dänischer Radrennfahrer.
1998 wurde Glenn Bak dänischer Jugendmeister im Mannschaftszeitfahren, gemeinsam mit Christian Münstermann und Morten Wennecke. Im Jahr darauf wurde er nordischer Meister der Junioren im Einzelzeitfahren. 2002  gewann er eine Etappe der Olympia’s Tour. 2004 fuhr er dann für das Team Bianchi Nordic, bevor er 2006 zu Unibet-Davo wechselte. Gegen Ende der Saison fuhr er für die Profimannschaft von Unibet.com als Stagiaire. Ab 2007 stand Bak bei dem irischen Continental Team Murphy & Gunn-Newlyn & Donnelly-Sean Kelly unter Vertrag. Bei der Irland-Rundfahrt 2007 belegte er den siebten Rang in der Gesamtwertung. 2012 beendete er seine Radsportlaufbahn.

## Erfolge
2002
- eine Etappe Olympia’s Tour

## Teams
- 2004 Team Bianchi Nordic
- 2005 M.C.S. Bedogni - Calzaturificio Natalini
- 2006 Unibet-Davo
- 2006 Unibet.com (Stagiaire)
- 2007 Murphy & Gunn-Newlyn & Donnelly-Sean Kelly
- 2008 Team GLS-Pakke Shop
- 2009 Blue Water-Cycling for Health
- 2010 Team Designa Køkken-Blue Water
- 2011 Team Energi Fyn
- 2012 Blue Water Cycling